# ويست اند (البهاما)
ويست اند (المعروفة أيضا باسم 'نقطة المستوطنة") هي أقدم مدينة ومستوطنة في جزيرة جراند باهاما في جزر البهاما، و هي العاصمة الحالية لغراند بهاما، على العكس الاعتقاد السائد بأن مدينة فريبورت هي عاصمة الجزيرة. وهي أيضا ثالث أكبر مستوطنة في جزر البهاما.